# Emerald Cunard
Pour les articles homonymes, voir Cunard.
Maud Alice Burke, née le 3 août 1872 à San Francisco, morte le 10 juillet 1948, devenue Lady Cunard, puis Emerald Cunard, est l’animatrice d’un cénacle artistique et une mécène londonienne, avant la Première Guerre mondiale puis dans l’entre-deux-guerres. Elle incarne la fin de l’époque victorienne, et la société aisée anglaise de la première moitié du XXe siècle. Elle a de longues relations avec le romancier George Moore et avec le chef d'orchestre Thomas Beecham. Elle est également une des partisanes de sa compatriote Wallis Simpson avant et pendant la crise d'abdication d'Édouard VIII. La Seconde Guerre mondiale met fin à cette ère des salons artistiques privés et des réceptions somptueuses. Le parcours de sa fille Nancy Cunard symbolise également une rupture avec cette période.

## Biographie
Maud Burke naît à San Francisco, d'un père irlando-américain, James Burke (qui se revendiquait comme un descendant du rebelle irlandais Robert Emmet) et de son épouse à moitié française, émigrée à San Francisco au moment de la ruée vers l’or,. Elle grandit à New York, où elle devient une passionnée de musique, entendant son premier Wagner (le cycle complet du Ring) à l'âge de 12 ans.
Bénéficiant des fortunes des amants de sa mère (devenue veuve), elle voyage en Europe. Elle y rencontre l’écrivain George Moore, en 1894, qui est un de ses premiers amours, même s’il a vingt ans de plus qu’elle. De retour à San Francisco, elle fait la connaissance d’André Poniatowski, prince de Monterotondo Elle espère l’épouser, mais il l'abandonne. Puis, finalement, elle épouse en avril 1895 un lord, Sir Bache Cunard, petit-fils du fondateur de la compagnie maritime éponyme,  la Cunard Line, et dont la famille d’origine américaine et canadienne est installée en Angleterre depuis le milieu du XIXe siècle,. Il est de 21 ans son aîné, et malgré son affection pour elle, ils ont peu de choses en commun. Il aime vivre dans sa « maison de campagne », le château de Nevill Holt, dans le Leicestershire, où il est un chasseur passionné. Sa femme commence à se faire une réputation en tissant des relations et en accueillant des personnalités du milieu culturel .
Parmi les amis artistiques de Lady Cunard se retrouve le romancier George Moore, qui est resté profondément épris d'elle et pour qui elle était une source d'inspiration, apparaissant sous de nombreuses formes dans ses romans. L'amour de Moore n’a sans doute pas la même réciprocité dans le cœur de Lady Cunard. Les Cunard ont une fille, Nancy, née le 10 mars 1896, décrite par un biographe comme « douée et solitaire » et un peu négligée par ses parents, qui confie son éducation à des gouvernantes, dans leur château s'animant au rythme des fêtes et des réceptions organisées par sa mère.
En 1911, quittant son époux et le château, Lady Cunard s'installe à Londres avec sa fille Nancy. Elle s’y fait appeler Emerald. En quelques années, ses réceptions acquièrent une grande notoriété dans les milieux culturels londoniens. Le biographe Alan Jefferson écrit : « Bientôt, elle a capturé toute la société londonienne, et son salon est devenu la Mecque la plus importante pour les musiciens, les peintres, les sculpteurs, les poètes et les écrivains ainsi que pour les politiciens, les soldats, les aristocrates - en fait, n'importe qui tant qu'ils étaient intéressants ».
En 1911, les Cunard se séparent officiellement, d'un commun accord. À peu près à cette époque, au grand désarroi de George Moore, Lady Cunard tombe amoureuse du chef d'orchestre Thomas Beecham et ce couple devient notoire. Elle est pour lui une collectrice de fonds infatigable et persuade de nombreuses personnes de soutenir les créations d'opéra de Beecham. Cela devient d’autant plus important après la Première Guerre mondiale, lorsque les ressources financières du musicien s’épuisent. Son époux dont elle vivait séparée, lord Cunard, meurt en 1925.
Dans les années 1930, elle fréquente sa compatriote Wallis Simpson, dont elle encourage la liaison avec Edward, prince de Galles. L'abdication d'Edward en 1936 est une grande déception. Les relations se tendent également avec sa fille Nancy, muse des surréalistes, passionnée également par la culture africaine et afro-américaine. La mère désavoue les relations de cette fille, et celle-ci, tout en ayant la même passion pour le monde artistique, rompt avec le milieu de sa mère qu’elle juge conservateur.
Le début de la Seconde Guerre mondiale marque la fin des divertissements somptueux et des fêtes telles qu’organisées par Maud Cunard et quelques autres dames de la haute société anglaise. L’installation de Thomas Beecham aux États-Unis dans les premières années de la guerre conduit Lady Cunard à s'installer à New York, dans un hôtel de luxe. En 1942, elle apprend que Thomas Beecham va épouser la pianiste Betty Humby, bien plus jeune qu’elle. Elle retourne alors à Londres et s'installe à l'hôtel Dorchester où elle meurt, misérable et solitaire, à 75 ans.